# Guglielmo da Pastrengo
Guglielmo da Pastrengo (Verona, 1290 – Verona, 30 agosto 1362) è stato un politico e scrittore italiano, amico di Petrarca.

## Biografia
La famiglia, inurbatasi già nella prima metà del XIII secolo a Verona dalla località di Pastrengo, era di rango molto potente. Nato nel 1290 da Iacopo e Armelina, Guglielmo ebbe altri fratelli e sorelle che si dedicarono alla vita religiosa: Celestino, Nicolò, Agnese, Egidia e Panfila. Studente di giurisprudenza a Bologna, fu giudice a Verona quando era signore della città Cangrande I della Scala e poi podestà di Vicenza. Negli anni '20 si sposò con Antonia dei Mambroti da cui ebbe vari figli.
L'attività giuridica e politica di Guglielmo gli permise di diventare ambasciatore degli Scaligeri in varie parti d'Italia e d'Europa, raggiungendo nel 1336 e poi una seconda volta nel 1339 la corte pontificia che all'epoca risiedeva ad Avignone: ebbe modo, nella città provenzale, di conoscere il poeta ed intellettuale Francesco Petrarca. Coll'Aretino Guglielmo ebbe modo di stringere una duratura amicizia: fu lui che, nel 1345, ospitò a Verona l'amico dopo che Parma cadde nelle mani di Giovanni Visconti. Nel 1351 si prese cura del figlio naturale di Petrarca, Giovanni, e riuscì ad ottenere per lui un canonicato. Guglielmo da Pastrengo, con cui Petrarca ebbe una fitta relazione come testimoniato dalle varie lettere delle Familiares, morì il 30 agosto 1362. Guglielmo da Pastrengo fu autore del De viris illustribus et de originibus, una compilazione enciclopedica che, come dice Remigio Sabbadini: